# Religioni in Costa Rica
Fra le religioni in Costa Rica il  cristianesimo è il culto più diffuso. Secondo una statistica del 2010, i cristiani sono l'88,2% della popolazione, mentre l'1,2% della popolazione segue altre religioni e il 10% della popolazione non segue alcuna religione. Una stima del 2010 del Pew Research Center dà invece i cristiani al 90,9% della popolazione (con una maggioranza di cattolici) e coloro che seguono altre religioni all'1,2% della popolazione, mentre il restante 7,9% della popolazione non segue alcuna religione. Una stima dell'Association of Religion Data Archives (ARDA) riferita al 2020 dà i cristiani al 95,4% circa della popolazione e coloro che seguono altre religioni all'1,2% circa della popolazione, mentre il 3,4% circa della popolazione non segue alcuna religione. Secondo uno studio dell'Università della Costa Rica del 2021, i cristiani sono invece il 70,2% della popolazione, mentre il 2,8% della popolazione segue altre religioni e il 27% della popolazione non segue alcuna religione.

## Religioni presenti

### Cristianesimo
Secondo la stima del 2010 del Pew Research Center, i cattolici rappresentano il 66,72% della popolazione, i protestanti il 22,7% della popolazione e i cristiani di altre denominazioni l'1,5% della popolazione.  Secondo le stime dell'ARDA del 2020, i cattolici sono il 76,3% della popolazione, mentre i protestanti e gli altri cristiani sono il 19,1% della popolazione. Secondo lo studio del 2021 dell'Università della Costa Rica, i cattolici sono il 47,5% della popolazione, i protestanti il 21% della popolazione (di cui il 19,8% sono evangelicali e l'1,2% protestanti tradizionali) e i cristiani di altre denominazioni sono l'1,7% della popolazione.
La Chiesa cattolica è presente in Costa Rica con una sede metropolitana e sette diocesi suffraganee. 
I protestanti presenti in Costa Rica sono in maggioranza pentecostali; in misura minore sono presenti battisti, luterani, presbiteriani, anglicani, metodisti, quaccheri e avventisti del settimo giorno. 
Gli ortodossi presenti in Costa Rica sono un piccolo gruppo e fanno riferimento ad una parrocchia appartenente alla Chiesa ortodossa russa.  
Fra i cristiani di altre denominazioni vi sono i Testimoni di Geova e la Chiesa di Gesù Cristo dei Santi degli Ultimi Giorni (i Mormoni). 

### Altre religioni
In Costa Rica una parte della popolazione indigena (come il popolo Bribri) segue le religioni etniche tradizionali basate sull'animismo; talvolta queste religioni etniche si mescolano al cristianesimo, dando luogo a forme di sincretismo religioso. Sono inoltre presenti piccoli gruppi di seguaci del bahaismo, dell'islam, dell'ebraismo, dell'induismo, del buddhismo, della religione tradizionale cinese, dello spiritismo e dei nuovi movimenti religiosi.